# Ön (Umeå)
Ön anteriormente llamada Öhn, es una isla y un distrito en el río Ume en Umeå, en el país europeo de Suecia. Alrededor de 280 personas vivían en la isla en el año 2005.
Ön se encuentra en el río Ume en el centro de Umeå. Posee 2,6 km (1.6 millas) de largo, 0,6 km (0,4 millas) de ancho y tiene una línea costera de 5,8 km (3,6 millas). La parte del río Ume, que está al suroeste de la isla se llama Lillån, y la parte noreste se llama Storån.